# 一宮村 (岡山県御津郡)
一宮村（いちのみやそん）は、岡山県御津郡にあった自治体である。1900年（明治33年）3月31日までは津高郡に属していた。

## 概要
現在は岡山市北区一宮地域南部の一宮・尾上・西辛川・辛川市場に当たる。
古くは春辺の里と言われ、吉備の中部に位置し吉備文化発祥の地であった。備前国津高郡馬屋郷に属したが、馬屋という郷名は辛川市場に津高駅が置かれたためその駅家（まや）に起因するとされる。
江戸時代は岡山藩領となったが、藩主池田氏はこの地に馬市を開き、遠くは奥州からも参集するものがあり盛んであったと伝えられる。
明治維新時には尾上村・一ノ宮村・一ノ宮敷地村・西辛川村・辛川市場村の村落があった。

## 沿革
- 1875年（明治8年）12月27日 - 一ノ宮村と一ノ宮敷地村が合併して一ノ宮村となる[1]。
- 1883年（明治16年）2月15日 - 連合戸長役場制度発足により、津高郡第二部戸長役場を一ノ宮村に設置し、同村および尾上村・西辛川村・辛川市場村を管轄[1][2]。
- 1889年（明治22年）6月1日 - 町村制の施行により、第二部戸長役場管轄区域の4村が合併して村政施行し、一宮村が発足。旧村名を継承した4大字を編成し、役場を大字一宮に設置[3]。
- 1900年（明治33年）4月1日 - 津高郡と御野郡が合併し御津郡となる。
- 1955年（昭和30年）1月1日 - 馬屋下村・平津村と合併して一宮町が発足。同日一宮村廃止。

## 行政

### 歴代村長
| 代         | 氏名       | 就任年月日                 | 退任年月日                 | 備考              |
| ---------- | ---------- | -------------------------- | -------------------------- | ----------------- |
| 初         | 黒住四郎   | 1889年（明治22年）7月23日  | 1890年（明治23年）3月25日  |                   |
| 2-5        | 浅野真尺   | 1890年（明治23年）4月8日   | 1902年（明治35年）8月31日  |                   |
| 6          | 浅野真尺   | 1903年（明治36年）5月20日  | 1907年（明治40年）5月19日  |                   |
| 7          | 浅野真尺   | 1907年（明治40年）5月24日  | 1911年（明治44年）5月23日  |                   |
| 8-11       | 浅野真尺   | 1912年（明治45年）5月13日  | 1927年（昭和2年）7月9日    |                   |
| 12-13      | 松田彦太   | 1927年（昭和2年）7月12日   | 1935年（昭和10年）7月11日  |                   |
| 14         | 藤原康雄   | 1935年（昭和10年）12月23日 | 1939年（昭和14年）12月22日 |                   |
| 15-16      | 三宅茂男   | 1940年（昭和15年）3月4日   | 1946年（昭和21年）10月16日 |                   |
| 17         | 蜂谷初四郎 | 1947年（昭和22年）4月5日   | 1951年（昭和26年）3月23日  |                   |
| 18         | 草野八治   | 1951年（昭和26年）4月23日  | 1954年（昭和29年）12月31日 | 後の2-4代一宮町長 |
| 参考文献 - |            |                            |                            |                   |

## 教育
- 中山小学校（現・岡山市立中山小学校）
- 一宮村・馬屋下村・平津村学校組合立中山中学校（現・岡山市立中山中学校）

## 主要施設
- 吉備津彦神社

## 交通
- 吉備線：備前一宮駅
- 旧山陽道

## 出身者
- 黒住成章（弁護士・政治家、1875年 - 1928年）
- 熊代昭彦（政治家、1940年 - ）